# 细花黄芩
细花黄芩（学名：Scutellaria tenuiflora）为唇形科黄芩属下的一个种。

## 扩展阅读
- 維基物種上的相關：细花黄芩